# Charles Oberthür
Charles Oberthür, född 14 september 1845 i Rennes, död 1 juni 1924 i Rennes, var en fransk entomolog som var specialiserad på fjärilar. Han namngav 47 olika arter.